# Ubby
Ubby is een plaats in de Deense regio Seeland, gemeente Kalundborg, en telt 2003 inwoners (2008).